# Shorea faguetiana
La Shorea faguetiana (nom comú, meranti groc) és una espècie de planta de la família Dipterocarpaceae. Es troba a Indonèsia, Malàisia i Tailàndia. L'angiosperma tropical més alta documentada era una Shorea faguetiana de 88,3 m d'altura al Parc Nacional dels Pujols de Tawau, a Sabah, illa de Borneo. El 2016 un equip internacional liderat per David Coomes, de la Universitat de Cambridge (Regne Unit), va anunciar el descobriment d'un exemplar de 89,5 m d'altura a la zona de protecció del Maliau, al Parc Nacional de Tawau, prop de Sabah, a la zona nord-oest de Borneo (Malàisia).

## Font
- Ashton, P. 1998. Shorea faguetiana. 2006 Llista vermella d'espècies amenaçades de la UICN.(en anglès) Consultat el 13 de febrer de 2012.